# Университет Таммасат
Университет Таммасат (тайск. มหาวิทยาลัยธรรมศาสตร์), встречается название Тхаммасат — высшее учебное заведение в Таиланде, основанное в 1934 году. Университет является вторым по возрасту в стране. Был создан Приди Паномионгом как открытый университет (то есть не требующий доказательств ранее полученного образования), специализирующийся в юридических и политических дисциплинах и первоначально названный University of Ethics  and Politics (тайск. มหาวิทยาลัยวิชาธรรมศาสตร์และการเมือง, рус. Университет этики и политики). В 1952 году, во время правления хунты, генерал Пибун Сонгкрам, ставший ректором университета, сократил название до нынешнего.
Университет предоставляет обучение по курсам бакалавриата и магистратуры, а также поствузовское образование. С момента основания в его стенах прошло обучение более 300 тысяч студентов, в том числе премьер-министры Таиланда, руководители национального банка, судьи Верховного суда, главы провинций и другие высокопоставленные государственные деятели.

## История

### Университет этики и политики

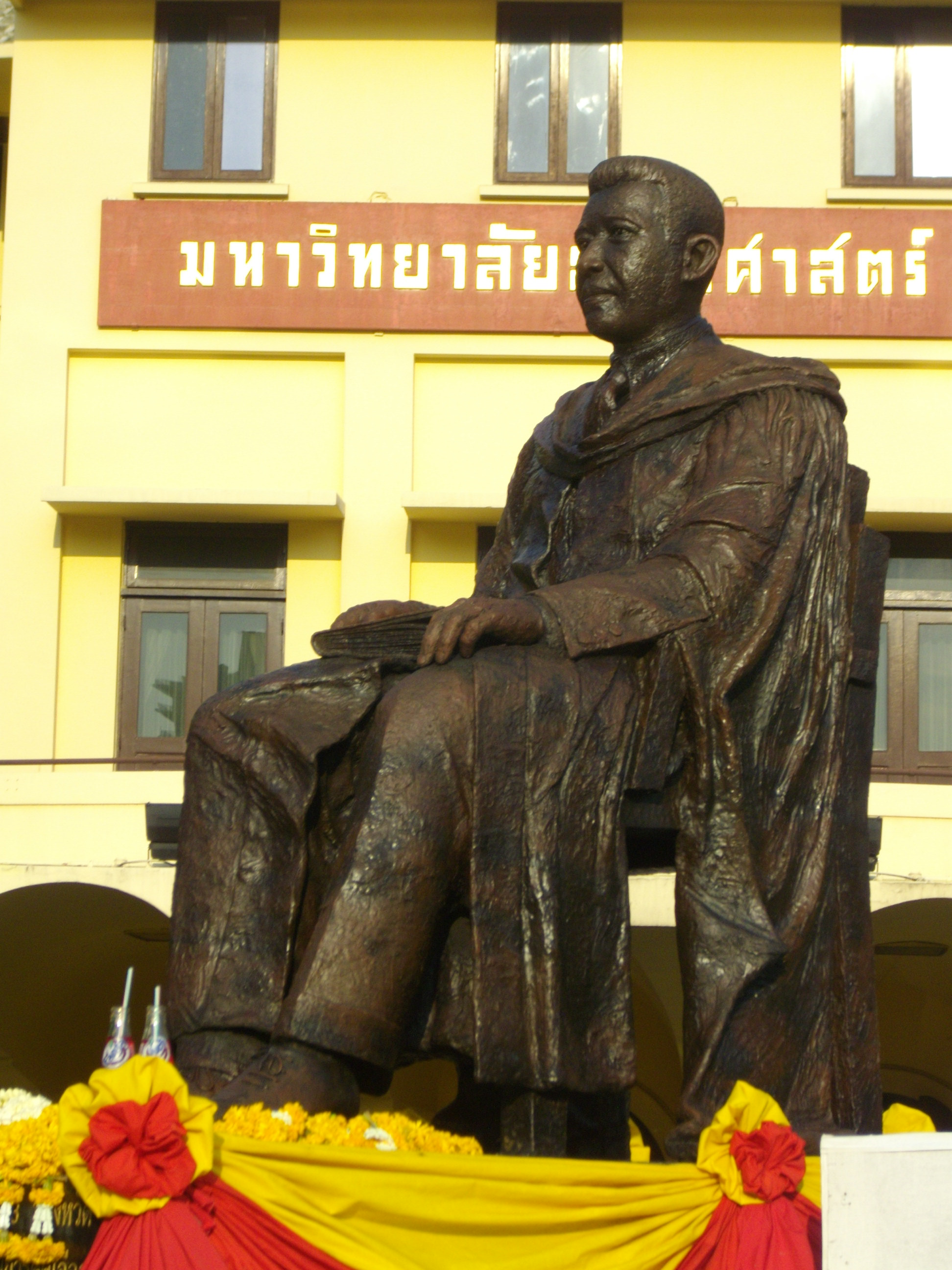
Памятник Приди Паномионгу в кампусе Та Пхра Чан

Официальная дата основания университета —  27 июня 1934 года. Университет создан Приди Паномионгом, одним из лидеров Сиамской революции 1932 года, который назвал его Университетом этики и политики (тайск. มหาวิทยาลัยวิชาธรรมศาสตร์และการเมือง). Он стал вторым высшим учебным заведением Таиланда после появившегося в 1916 году Университета Чулалонгкорн. Базой для создания университета стала Юридическая школа Принца Рапхи Пхаттанасака, известная с 1907 года. Первым руководителем — канцлером — университета стал Приди Паномионг.
В основу университета были положены принципы Кханы Растадон — Народной партии Таиланда. Первым декретом партии стало предоставление народу образования, которое ранее было доступно только приближённым короля. Появлению независимого университета способствовало также желание студентов юридической школы. Первым корпусом университета стало здание школы, через год он переехал в кампус Та Пхра Чан.
Чтобы сделать образование доступным для народа, был провозглашён принцип открытости университета, означавший, что доступ к обучению не требовал формального подтверждения ранее полученного образования. Первый набор включал 7094 студента, что было огромным числом в сравнении с ежегодным набором Университета Чулалонгкорн, составлявшим всего 68 человек. Первоначально Таммасат готовил бакалавров со специализацией в ранее запрещённых экономике и политике, дополнительно обучая студентов также на степень бакалавра в бухгалтерском учёте. Вскоре была внедрена программа магистратуры в области юриспруденции, политических наук и экономики, а затем докторантура по тем же направлениям и дополнительно — в дипломатии.
В первые годы существования университет не пользовался государственными субсидиями, полагаясь на небольшую плату за обучение и доходы от деятельности Bank of Asia for Industry and Commerce, в котором вузу принадлежала доля в 80%.
Под руководством Приди Паномионга во время Второй мировой войны университет стал центром антияпонского движения «Свободный Таиланд». По иронии судьбы, кампус университета также стал лагерем для интернированных гражданских лиц стран Антигитлеровской коалиции, которых таиландские охранники с переменным успехом защищали от произвола японцев.

### Реформа
Военный переворот 8 ноября 1947 года стал началом новой эры. Приди Паномионг был вынужден покинуть страну. Первоначальная система обучения была отменена, в 1949 году в университете появились отдельные факультеты юриспруденции, политических наук, коммерции и бухгалтерского учёта, студенты стали специализироваться в определённой области. Долю в банковском бизнесе пришлось продать, и вуз попал в зависимость от государственного финансирования. В 1952 году был принят новый закон об университете, из названия вуза исчезло слово «политика», и он стал называться Университет Таммасат. Прекратилась практика свободного приёма в вуз. В 1950-е и 1960-е годы было образовано несколько новых факультетов: социального управления, журналистики, средств массовой коммуникации, социологии и антропологии, свободных искусств. Ректором, как теперь стала называться высшая должность университета, стал генерал Пибун Сонгкрам.

### Октябрьская резня 1976 года
В 1973 году Университет Таммасат стал центром антиправительственного движения, которое закончилось кровавым восстанием 14 октября. Большая толпа, возглавляемая студентами, собралась в университете, чтобы протестовать против ареста тринадцати студенческих активистов. Акция продолжалась несколько дней, прежде чем закончиться кровавым столкновением у Монумента Демократии. В результате король изгнал лидеров военной хунты из страны, а новым премьер-министром был назначен тогдашний ректор университета, Санья Таммасак.

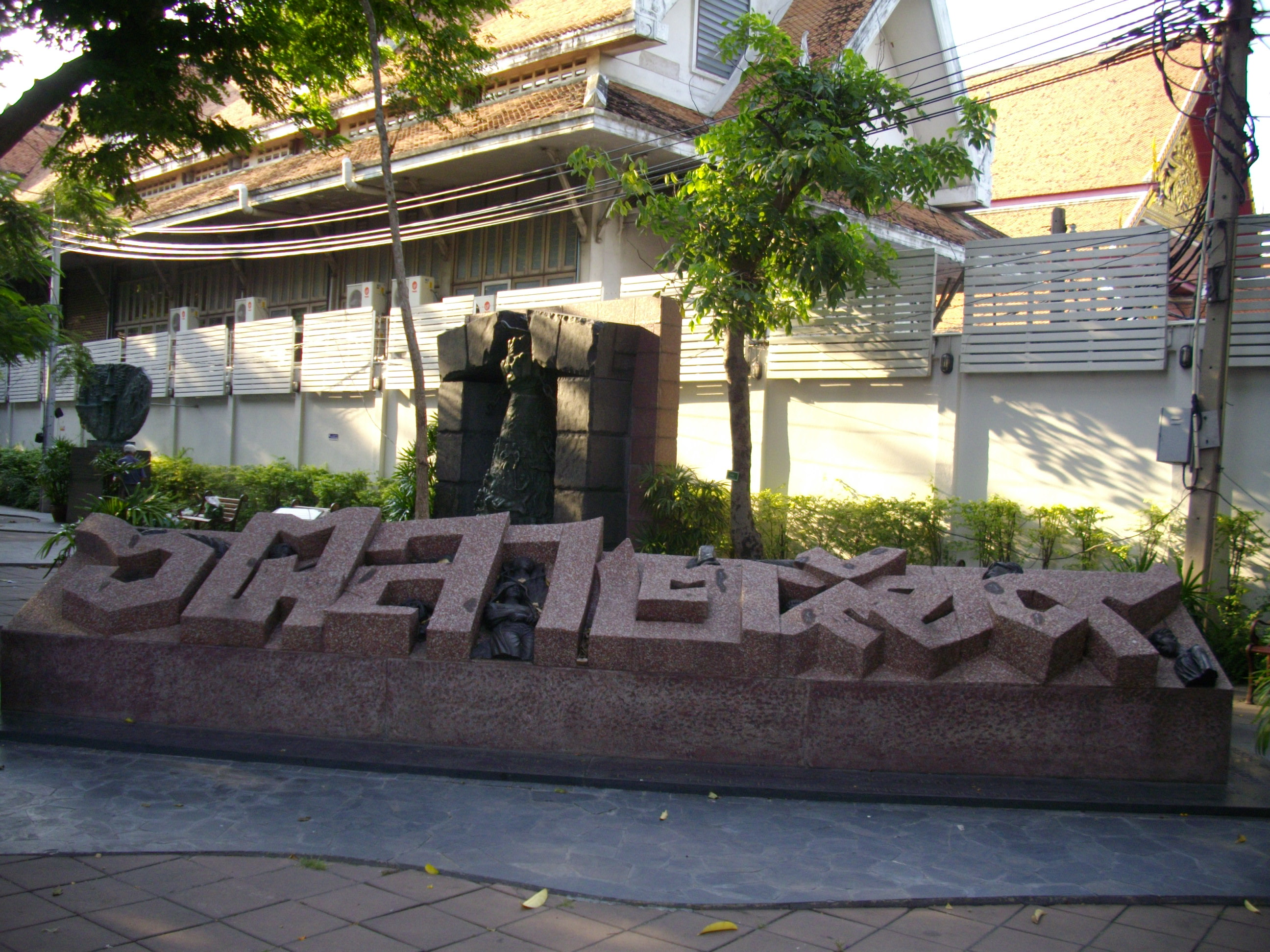
Мемориал 6 октября в кампусе Та Пхра Чан

Три года спустя, 6 октября 1976 года в кампусе Та Пхра Чан произошли новые столкновения. Первоначально студенты протестовали против возвращения диктатора Танома Киттикачона. Первые случаи насилия были зафиксированы ещё 25 сентября, когда были до смерти работники государственной электрической компании, распространявшие протестную литературу в Накхонпатхоме и объявленные коммунистами. Ответом стали мирные выступления профсоюзов, студентов и других групп активистов, требовавших изгнания Танома Киттикачона.
4 октября студенты организовали театрализованное воспроизведение убийства рабочих в Накхонпатхоме, фотографии действа попали в газеты. Один из студентов оказался загриммирован под кронпринца Вачиралонгкорна, что являлось оскорблением величества. Полиция и правые парамилитарные группировки Красные гауры, Девятая сила окружили университет и на рассвете 6 октября атаковали кампус. В результате многочасового избиения погибло, по данным прессы, от 43 до 46 человек, но предполагается, что число жертв превысило сотню, несколько сотен было ранено. Многие студенты спаслись, прыгнув в реку, где их подобрали сочувствующие моряки Королевских ВМС.

### Развитие университета
В 1980-е годы Университет Таммасат построил новый кампус в Рангсите, где разместился факультет науки и техники. Первые студенты поступили на него в 1985 году. В 1989 году в Рангсите открылся инженерный факультет, а через год — медицинский. К концу 1990-х годов в новом кампусе обучались все студенты первого курса. В настоящее время практически всё обучение по программам высшего образования ведётся в Рангсите, исключение составляют программы международного образования на английском языке и некоторые специальные курсы. Также в старом кампусе в Та Пхра Чан заканчивают обучение выпускники.
В 1988 году кампус в Рангсите стал одним из центров Азиатских игр.

## Структура
Университет Таммасат включает в себя 25 образовательных подразделений, ведущих образовательную, научную и академическую деятельность. Они готовят специалистов по программа от бакалавриата до докторантуры.

### Социальные и гуманитарные науки
- Юридический факультет
- Факультет коммерции и бухгалтерского учёта (Бизнес-школа Таммасат)
- Факультет политических наук
- Экономический факультет
- Факультет социального управления
- Факультет свободных искусств
- Факультет журналистики и массовой коммуникации
- Факультет социологии и антропологии
- Факультет изящных и прикладных искусств
- Колледж междисциплинарных исследований
- Колледж инноваций
- Педагогический факультет
- Международный колледж Приди Паномионга
- Puey Ungphakorn School of Development Studies

### Наука и технология
- Архитектурный факультет
- Инженерный факультет
- Факультет науки и технологии
- Международный технологический институт Сириндхорн

### Медицина
- Факультет общей медицины
- Стоматологический факультет
- Медицинский факультет
- Факультет сестринского дела
- Факультет общественного здоровья
- Школа глобальных исследований
- Фармакологический факультет
- Международный медицинский колледж Чулабхорн

### Исследовательские институты
- Институт языка
- Институт тайской цивилизации
- Институт Юго-восточной Азии
- Институт человеческих ресурсов
- Институт демократии Санья Таммасак
- Австралийских центр
- Центр международной кооперации
- Индийский центр
- Центр ASEAN
- Русский центр
- Центр юридической и педагогической подготовки
- Центра научных инструментов для передовых исследований
- Фармацевтический центр
- Лаборатория животных

Помимо этого, университет поддерживает такие организации как университетский госпиталь, книжный магазин, спортивный центр, студенческий союз, консультационный центр, центр обработки данных и другие вспомогательные службы.